# Lepanthes felis
Lepanthes felis är en orkidéart som beskrevs av Carlyle August Luer och Rodrigo Escobar. Lepanthes felis ingår i släktet Lepanthes och familjen orkidéer. Inga underarter finns listade i Catalogue of Life.